# 시스템 콘솔

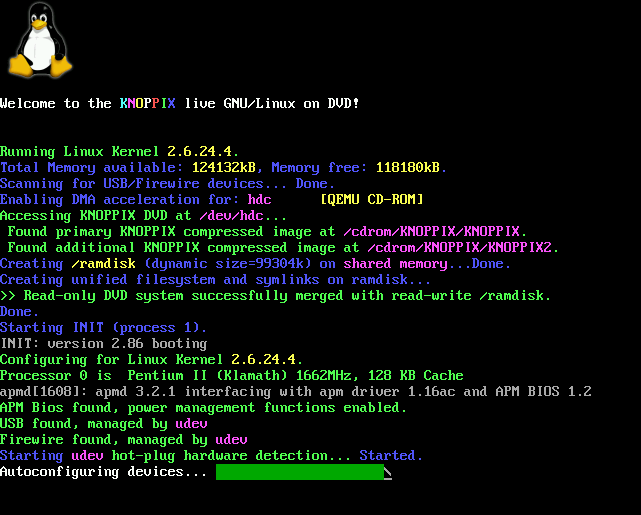
부팅 과정을 보여주는 Knoppix 시스템 콘솔

시스템 콘솔, 컴퓨터 콘솔, 루트 콘솔, 운영자 콘솔 또는 간단히 콘솔의 의미 중 하나는 시스템 관리 메시지, 특히 바이오스나 부트 로더, 커널, init 시스템 및 시스템 로거 관리 메시지에 대한 텍스트 입력 및 표시 장치이다. 키보드와 프린터 또는 화면으로 구성된 물리적 장치로, 전통적으로는 텍스트 터미널이지만 그래픽 터미널일 수도 있다. 시스템 콘솔은 가상 콘솔과 터미널 에뮬레이터로 각각 추상화된 컴퓨터 터미널로 일반화된다. 오늘날 시스템 콘솔과의 통신은 일반적으로 표준 스트림(stdin, stdout 및 stderr)을 통해 추상적으로 수행되지만, 시스템 커널에서 사용하는 것과 같은 시스템별 인터페이스가 있을 수도 있다.
시스템 콘솔, 컴퓨터 콘솔, 하드웨어 콘솔, 운영자 콘솔 또는 간단히 콘솔의 또 다른 오래된 의미는 운영자가 하드웨어를 제어하기 위해 사용하는 하드웨어 구성 요소이며 일반적으로 전면 패널, 키보드/프린터 및 키보드/디스플레이의 조합이다.

## 같이 보기
- 명령줄 인터페이스
- 콘솔 애플리케이션
- 리눅스 콘솔
- 윈도우 콘솔